# Jesús Tadeo Vega
Jesús Tadeo Vega Ortiz (23 de mayo de 1994) es un atleta mexicano especializado en marcha atlética.
Vega consiguió la medalla de Bronce en la Copa del Mundo de Marcha Atlética de 2012 celebrada en la ciudad rusa de Saransk.
Otras participaciones destacadas a nivel internacional han sido el cuarto puesto conseguido en 2011 en el Campeonato Mundial Juvenil de Atletismo de 2011,, celebrado en la ciudad francesa de Lille, el sexto puesto del Campeonato Mundial Junior de Atletismo de 2012, celebrado en Barcelona o el séptimo conseguido en los primeros Juegos Olímpicos de la Juventud, celebrados en Singapur en 2010.
En la prueba de los 20 kilómetros de los Juegos Olímpicos de Tokio 2020 finalizó en lugar 42 con un tiempo de 1:30.37

## Mejores marcas personales
| Mejores marcas personales | Mejores marcas personales | Mejores marcas personales | Mejores marcas personales |
| Distancia                 | Tiempo                    | Lugar                     | Fecha                     |
| ------------------------- | ------------------------- | ------------------------- | ------------------------- |
| 10 000 m                  | 40:21.50                  | Xalapa, México            | 22 de mayo de 2014        |
| 10 km                     | 41:52                     | Chihuahua, México         | 3 de marzo de 2012        |
| 20 km                     | 1h:19:20                  | Xalapa, México            | 8 de marzo de 2014        |
| PC - Pista Cubierta       |                           |                           |                           |